# Eudorylas unanimus
Eudorylas unanimus är en tvåvingeart som först beskrevs av Hardy 1949.  Eudorylas unanimus ingår i släktet Eudorylas och familjen ögonflugor. Inga underarter finns listade i Catalogue of Life.